# Angelika Böttiger

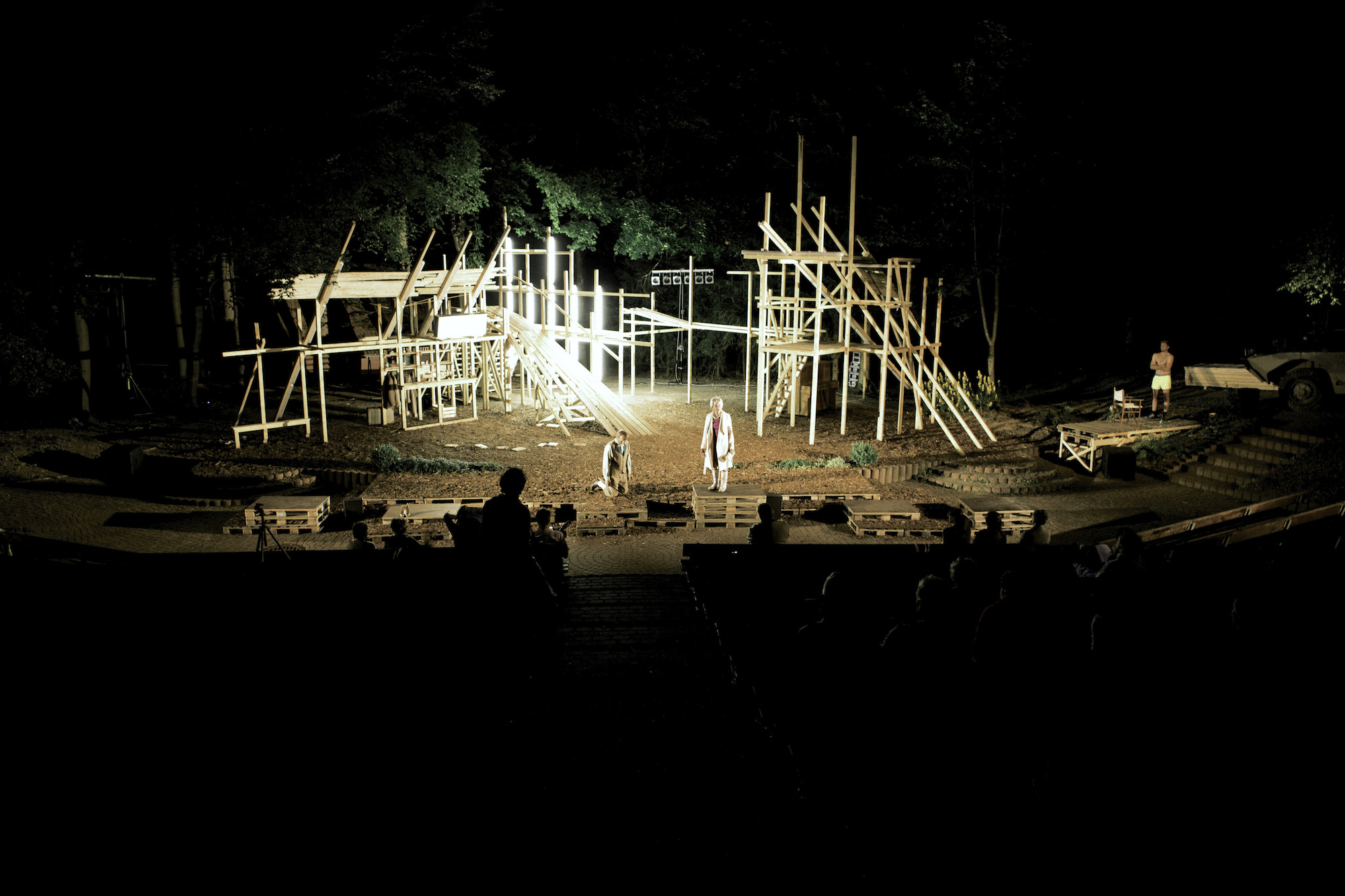
Angelika Böttiger (Mitte) in Der Besuch der alten Dame, Waldbühne Benneckenstein (2015)

Angelika Böttiger (* 1951 in Cottbus) ist eine deutsche Schauspielerin.

## Leben und Karriere
Angelika Böttiger wurde in Cottbus geboren und wuchs in Brandenburg auf. Sie absolvierte von 1970 bis 1974 ihre Schauspielausbildung an der Theaterhochschule „Hans Otto“ in Leipzig.
Von 1974 bis 1991 war sie am Theater Karl-Marx Stadt / Chemnitz engagiert. Böttigers Rollen reichten von Shakespeare, über die Klassiker von Goethe und Schiller bis zur Moderne und zum zeitgenössischen Theater. Sie spielte u. a. das Lieschen im Urfaust, die Elisabeth von England in Maria Stuart, die Hedda Gabler und, an der Seite von Anny Stöger und Ulrich Mühe, die stumme Kathrin in Mutter Courage und ihre Kinder. In der Spielzeit 1976/77 wirkte sie am Städtischen Theater Karl-Marx-Stadt in der DDR-Erstaufführung des Theaterstücks Der Campiello von Carlo Goldoni mit. Mit dieser Produktion gastierte sie im Oktober 1977 im Rahmen der Berliner Festtage auch im Deutschen Theater. In der Spielzeit 1983/84 gastierte sie am Staatsschauspiel Dresden in Die Nibelungen von Friedrich Hebbel.
Sie arbeitete im Laufe ihrer Theaterkarriere u. a. mit den Regisseuren Hartwig Albiro, Wolfgang Engel, Frank Castorf, Roland May, Axel Richter, Hermann Schein, Wolf Bunge, Martin Nimz und Janek Liebetruth zusammen.
Von 1993 bis 1998 war sie an den Freien Kammerspielen Magdeburg verpflichtet. In der Spielzeit 2003/04 gastierte sie am Maxim Gorki Theater als „Alte Frau“ in dem Theaterstück Schwarze Milch von Wassili Sigarew. In der Spielzeit 2003/04 übernahm sie am Staatsschauspiel Dresden unter der Regie von Hasko Weber die Rolle der „Mutter“ im Brecht-Stück Trommeln in der Nacht. Mehrfach trat sie auch am Staatstheater Stuttgart auf, u. a. von 2005 bis 2007 als Ma Ginger in der deutschsprachigen Erstaufführung der Bühnenfassung von Lars von Triers Film Dogville (Inszenierung: Volker Lösch).
2007 wirkte sie in der „Theaterkapelle“ in Berlin-Friedrichshain gemeinsam mit Gitta Schweighöfer in einer szenischen Lesung des Theaterstücks Verbrennungen von Wajdi Mouawad in der Rolle der Sawda mit. Zwischen 2009 und 2014 stand sie regelmäßig im Zimmertheater „Nationaltheater Fritzenhagen“ in Berlin auf der Bühne. Böttiger gehörte auch zum Schauspielerensemble des Berliner Theaters „theater 89“, wo sie u. a. 2014 in der Uraufführung von Berlin, Putlitzquelle von Klaus Noack mitwirkte.
2010/11 spielte sie im Theater an der Parkaue in dem Berlin-Krimi für Kinder Der Beschützer der Diebe von Andreas Steinhöfel. Im Sommer 2015 spielte sie auf der „Waldbühne Benneckenstein“ im Harz die Rolle der Claire Zachanassian in Der Besuch der alten Dame. 2017 trat sie dort neben Christian Packbier und Karl Schaper als Rebecca Nurse in Arthur Millers Drama Hexenjagd auf. 2018 war sie auf der „Waldbühne Benneckenstein“ als weiblicher Prospero in Der Sturm zu sehen.
2017 spielte sie im Theater am Wandlitzsee, an der Seite von Julia Horvath, Sascha Gluth, Elinor Eidt und Mike Maas, die Rolle der Klothilde Eislein in der Weihnachtskomödie Eine schöne Bescherung. In der Spielzeit 2019/20 war sie dort in dem Theaterstück Die Ausreißerinnen als Altenheimbewohnerin Claude zu sehen.
Seit 1980 steht sie auch als Schauspielerin vor der Kamera und wirkte bislang in mehr als 40 Film- und Fernsehproduktionen mit, u. a. in dem DEFA-Film Die Verlobte (1980), in dem Märchenfilm Die Geschichte von der Gänseprinzessin und ihrem treuen Pferd Falada (1989), im Polizeiruf 110: Totes Gleis (1994) sowie unter der Regie von Detlev Buck in dem Kinderfilm Hände weg von Mississippi (2007).
In der neunteiligen Filmreihe Polizeihauptmeister Krause war sie in den drei Spin-offs Krauses Fest (2007), Krauses Kur (2009) und Krauses Braut (2011) in der Rolle der alleinstehenden Krause-Schwester „Meta“ zu sehen.
Von 2011 bis 2017 spielte sie in der Fernsehserie Schloss Einstein die Rolle der Erzieherin und Internatsleiterin Lieselotte Rottbach. In der 6. Staffel der ZDF-Krimiserie SOKO Potsdam (2023) übernahm sie eine Episodenrolle als tatverdächtige Nachbarin Heidi Zechlin.
Angelika Böttiger lebt seit 1993 in Berlin-Friedrichshagen.

## Filmografie
- 1980: Die Verlobte
- 1985: Die Geschichte vom goldenen Taler (TV)
- 1985: Junge Leute in der Stadt
- 1987: Kindheit
- 1988: Fallada – Letztes Kapitel
- 1989: Die Geschichte von der Gänseprinzessin und ihrem treuen Pferd Falada
- 1992: Karl May (TV-Miniserie)
- 1994: Polizeiruf 110 – Totes Gleis
- 2003: Ein Abend für Dora
- 2007: Krauses Fest (TV)
- 2007: Hände weg von Mississippi
- 2008: Polizeiruf 110 – Geliebter Mörder
- 2009: Krauses Kur (TV)
- 2010: Im Jahr der Schlange
- 2011: Sushi in Suhl
- 2011: Vier warten auf Regen
- 2011: Krauses Braut (TV)
- 2011: Russendisko
- 2011–2018: Schloss Einstein (Fernsehserie, 129 Folgen)
- 2012: Der Turm (TV-Mehrteiler)
- 2012: Hannah Mangold
- 2012: Über uns Elektrizität
- 2012: Die vierte Macht
- 2012: Halbwertszeit
- 2013: Hannah Mangold & Lucy Palm – Tot im Wald (Fernsehfilm)
- 2013: Die kleine Meerjungfrau (TV)
- 2013: Westen
- 2013: Huhn für Karl
- 2013–2016: SOKO Wismar (2 Folgen)
- 2014: Dating Daisy (TV)
- 2014: Krauses Geheimnis (TV)
- 2014: Mord mit Aussicht – Der Carport
- 2014: Ein Fall von Liebe (1 Folge)
- 2016: Krauses Glück (Fernsehfilm)
- 2016: SMS für Dich
- 2018: Die kleine Hexe
- 2019: Krauses Hoffnung (TV)
- 2019: Dein Leben gehört mir
- 2020: Krauses Umzug (TV)
- 2021: Krauses Zukunft
- 2022: Krauses Weihnacht
- 2023: SOKO Potsdam – Hinter der Fassade
- 2024: Alles gelogen (Fernsehfilm)